# Premi Daejong 2012
I premi Daejong 2012 si sono svolti il 30 ottobre 2012 a Seul. La cerimonia è stata condotta da Shin Hyun-joon e Kim Jung-eun.

## Vincitori e candidature

### Miglior film
- Masquerade (광해: 왕이 된 남자, Gwanghae: Wang-i doen namja), regia di Choo Chang-min
- Pietà (피에타, Pieta), regia di Kim Ki-duk
- Eungyo (은교), regia di Chung Ji Woo
- Dogani (도가니), regia di Hwang Dong-hyuk
- Bureojin hwasal (부러진 화살), regia di Chung Ji-young

### Miglior regista
- Choo Chang-min - Masquerade (광해: 왕이 된 남자, Gwanghae: Wang-i doen namja)
- Lee Yong-ju - Geonchukhakgaeron (건축학개론)
- Kim Ki-duk - Pietà (피에타, Pieta)
- Choi Dong-hun - The Thieves (도둑들, Dodukdeul)
- Chung Ji-young - Bureojin hwasal (부러진 화살)

### Miglior attore
- Lee Byung-hun - Masquerade (광해: 왕이 된 남자, Gwanghae: Wang-i doen namja)
- Choi Min-sik - Bumchoiwaui junjaeng: Nabbeunnomdeul jeonsungshidae (범죄와의 전쟁: 나쁜놈들 전성시대)
- Kim Myung-min - Pacemaker (페이스메이커)
- Hwang Jung-min - Dancing Queen (댄싱퀸)
- Ahn Sung-ki - Bureojin hwasal (부러진 화살)

### Miglior attrice
- Jo Min-su - Pietà (피에타, Pieta)
- Kim Ko-eun - Eungyo (은교)
- Uhm Jung-hwa - Dancing Queen (댄싱퀸)
- Hwang Jung-min - Mingkeu koteu (밍크코트)
- Im Soo-jung - Nae anaeui modeun geot (내 아내의 모든 것)

### Miglior attore non protagonista
- Ryoo Seung-ryong - Masquerade (광해: 왕이 된 남자, Gwanghae: Wang-i doen namja)
- Jo Jung-suk - Geonchukhakgaeron (건축학개론)
- Kim Sung-kyun - Bumchoiwaui junjaeng: Nabbeunnomdeul jeonsungshidae (범죄와의 전쟁: 나쁜놈들 전성시대)
- Ryoo Seung-ryong - Nae anaeui modeun geot (내 아내의 모든 것)
- Yu Jun-sang - Dareun narayeseo (다른 나라에서)

### Miglior attrice non protagonista
- Kim Hae-sook - The Thieves (도둑들, Dodukdeul)
- Kang Eun-jin - Pietà (피에타, Pieta)
- Kim Hyun-soo - Dogani (도가니)
- Ra Mi-ran - Dancing Queen (댄싱퀸)
- Moon Jung-hee - Yeongashi (연가시)

### Miglior attore esordiente
- Kim Sung-kyun - Yiwootsaram (이웃사람)
- Jo Jung-suk - Geonchukhakgaeron (건축학개론)
- Kim Sung-kyun - Bumchoiwaui junjaeng: Nabbeunnomdeul jeonsungshidae (범죄와의 전쟁: 나쁜놈들 전성시대)
- Woo Ki-hong - Pietà (피에타, Pieta)
- Daniel Choi - Kongmojadeul (공모자들)

### Miglior attrice esordiente
- Kim Go-eu - Eungyo (은교)
- Bae Suzy - Geonchukhakgaeron (건축학개론)
- Go Ara - Pacemaker (페이스메이커)
- Yoo Hae-jung - Daseulyi (다슬이)
- Kang Eun-jin - Pietà (피에타, Pieta)

### Miglior regista esordiente
- Choi Jong-tae - Haero (해로)
- Kim Dal-jung - Pacemaker (페이스메이커)
- Shin A-ga e Lee Sang-Cheol - Mingkeu koteu (밍크코트)
- Kim Joo-ho - Baramgwa hamjje sarajida (바람과 함께 사라지다)
- Kim Hong-sun - Kongmojadeul (공모자들)

### Miglior sceneggiatura
- Hwang Jo-yoon - Masquerade (광해: 왕이 된 남자, Gwanghae: Wang-i doen namja)

### Migliori costumi
- Kwon Yoo-jin e Im Seung-hee - Masquerade (광해: 왕이 된 남자, Gwanghae: Wang-i doen namja)

### Migliore scenografia
- Oh Heung-suk - Masquerade (광해: 왕이 된 남자, Gwanghae: Wang-i doen namja)

### Migliore musica
- Mogue e Kim Joon-sung - Masquerade (광해: 왕이 된 남자, Gwanghae: Wang-i doen namja)

### Migliori effetti sonori
- Lee Sang-joon - Masquerade (광해: 왕이 된 남자, Gwanghae: Wang-i doen namja)

### Migliore illuminazione
- Oh Seung-chul - Masquerade (광해: 왕이 된 남자, Gwanghae: Wang-i doen namja)

### Miglior montaggio
- Nam Na-young - Masquerade (광해: 왕이 된 남자, Gwanghae: Wang-i doen namja)

### Miglior produzione
- Im Sang-jin - Masquerade (광해: 왕이 된 남자, Gwanghae: Wang-i doen namja)

### Miglior fotografia
- Lee Tae-yoon - Masquerade (광해: 왕이 된 남자, Gwanghae: Wang-i doen namja)

### Migliori effetti speciali
- Jung Jae-hoon - Masquerade (광해: 왕이 된 남자, Gwanghae: Wang-i doen namja)

### Miglior cortometraggio
- Woman, regia di Choi Ji-yeon

### Premio della popolarità
- Lee Byung-hun - Masquerade (광해: 왕이 된 남자, Gwanghae: Wang-i doen namja)

### Premio della giuria
- Pietà (피에타, Pieta), regia di Kim Ki-duk

### Daejong alla carriera
- Kwak Jung-hwan e Ko Eun-ah